# Ndeye Awa Diakhaté
Pour les articles homonymes, voir Diakhaté.
Ndeye Awa Diakhaté, née le 2 janvier 1997 à Richard-Toll au Sénégal, est une footballeuse internationale sénégalaise évoluant au poste d'attaquante.

## Carrière

### En club
Ndeye Awa Diakhaté joue à l'AF Amazones Grand Yoff jusqu'en 2021 où elle rejoint le club français du Puy Foot 43. L’attaquante sénégalaise y inscrit notamment 8 buts. En juin 2022, elle devient joueuse de l'Olympique de Marseille.

### En sélection
Elle fait partie de l'équipe du Sénégal quart-de-finaliste de la Coupe d'Afrique des nations féminine 2022 ; elle  entre dans l’histoire du football féminin sénégalais en marquant le premier but de la sélection en phase finale de Coupe d'Afrique des nations le 3 juillet 2022 contre l'Ouganda, sur penalty.
En juillet 2023, elle se blesse gravement au genou lors d'un match amical contre l'Algérie ; une indisponibilité de six mois est annoncée par la Fédération sénégalaise.

## Palmarès
- Championne de France de deuxième division en 2025 (Olympique de Marseille)